# Marc Seguin
Marc Seguin, dit Seguin Ainé (el gran, per oposició al jove), (Anonai, 20 d'abril de 1786 - Anonai, 24 de febrer de 1875) va ser un enginyer, inventor i pioner del ferrocarril francès.
El seu cognom apareix inscrit a la Torre Eiffel

## Biografia
Era fill del fundador de la companyia Seguin et Cie Marc François Seguin i de Thérèse-Augustine de Montgolfier, era descendent dels germans Montgolfier. Es va casar el 1813 amb Augustine Duret, i van tenir tretze fills. Enviudà el 1837, es va tornar a casar el 1839 amb Augustine de Montgolfier, i van tenir 6 fills més.
Els seus fills Louis Seguin i Laurent Seguin crearen els motors Gnome.
Participà amb els seus germans Camille, Jules, Valentin i Charles, en la construcció d'un gran nombre d'obres (65 identificades) a França, però també a Itàlia i Espanya.
Va construir un pont suspès a París el 1828, la passera de la Grève, (a l'emplaçament de l'actual pont d'Arcole, destruït el 1854. Estigué en l'origen del ferrocarril Lyon-Saint-Étienne, el segon que es va construir a França. Sobre aquesta línia van circular les locomotores Seguin, construïdes per Marc Seguin sobre la base de les locomotores de George Stephenson. La seva primera locomotora circulà el primer d'octubre de 1829.

## Publicacions
- Marc Seguin, Des Ponts en fil de fer, Bachelier, Paris, 1824 OCLC 320037962, 2 éd., Bachelier, Paris, 1826 OCLC 2127451 (lire en ligne).
- De l'influence des chemins de fer et de l'art de les tracer et de les construire, Carilian-Gœury et V. Dalmont, Paris, 1839 OCLC 458773928, réimpression en 1887 (lire en ligne).
- Mémoire sur la navigation à vapeur, lu à l'Institut, le 26 décembre 1826, Bachelier, Paris, 1828, 29, in-4°, (lire en ligne.
- Mécanique industrielle. Mémoire sur un nouveau système de moteur fonctionnant toujours avec la même vapeur, à laquelle on restitue, à chaque coup de piston, la chaleur qu’elle a perdue en produisant l'effet mécanique, Paris, Mallet-Bachelier, 1857, 17, fig., in-4°, .
- Mémoire sur l'origine et la propagation de la force, Mallet-Bachelier, Paris, 1857 (lire en ligne)

## Distincions

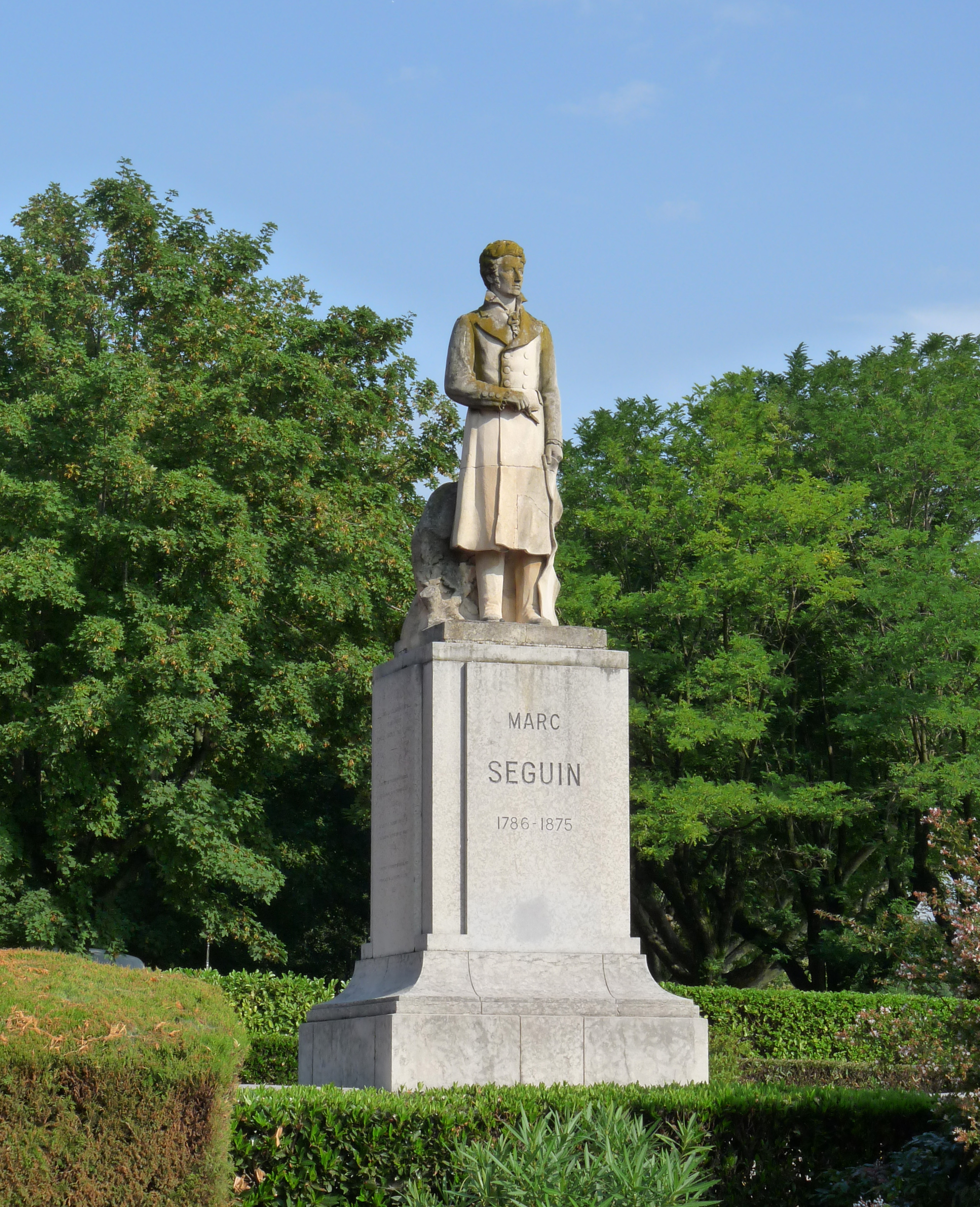
Estàtua a Tournon-sur-Rhône.

Va ser elegit membre de l'Académie des sciences el 1845.
Molts carrers de França porten el nom de Marc Seguin : Rue Marc-Séguin, a París, a Créteil, ...